# Schmilau
Schmilau è un comune di 599 abitanti dello Schleswig-Holstein, in Germania.
Appartiene al circondario (Kreis) del Ducato di Lauenburg (targa RZ) ed è parte della comunità amministrativa (Amt) di Lauenburgische Seen.

## Storia
Nel 1093 nei pressi del villaggio fu combattuta una battaglia vinta da Enrico dell'Antica Lubecca sui i Sassoni.